# Площа Героїв (Будапешт)

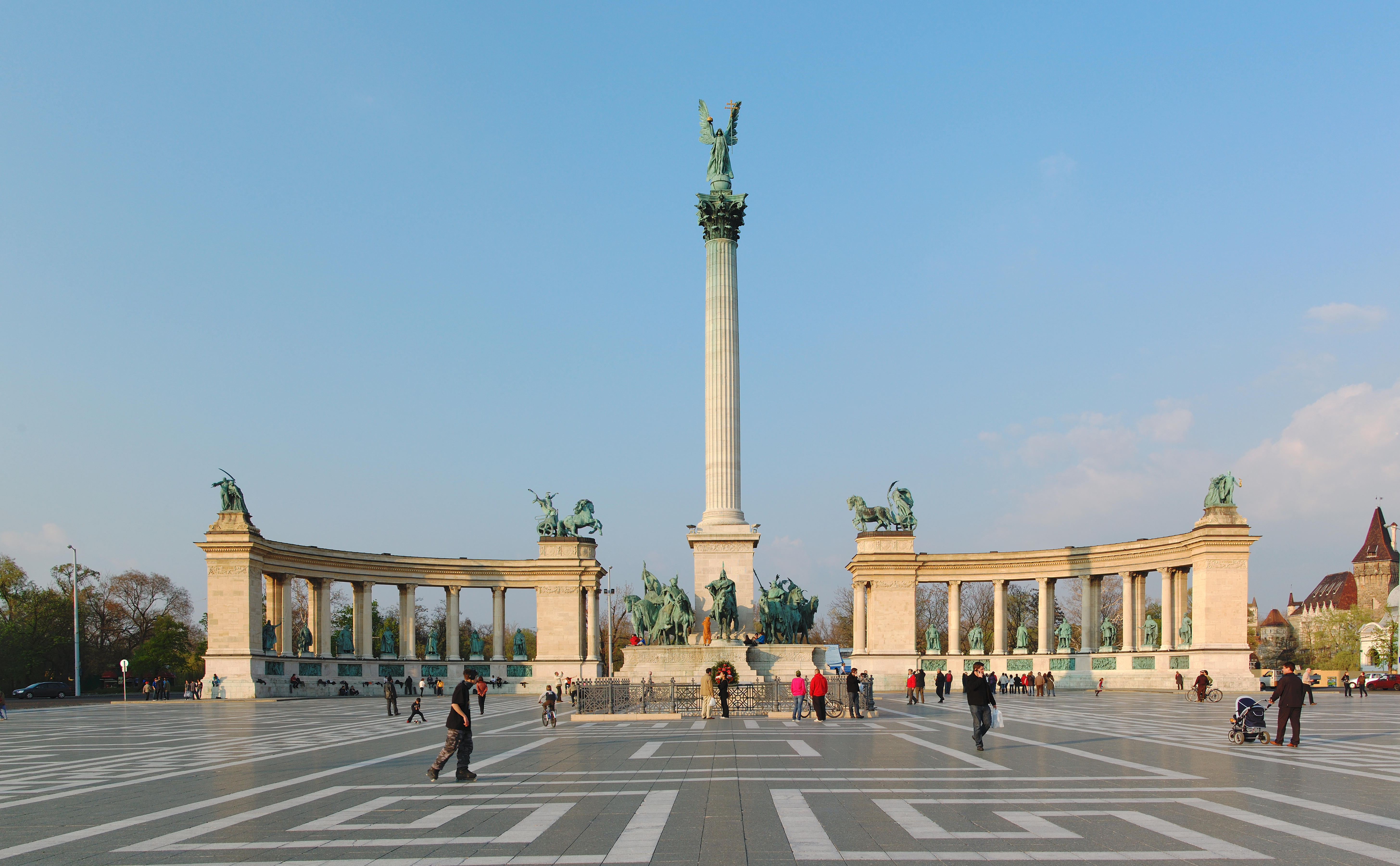
Загальний вигляд площі

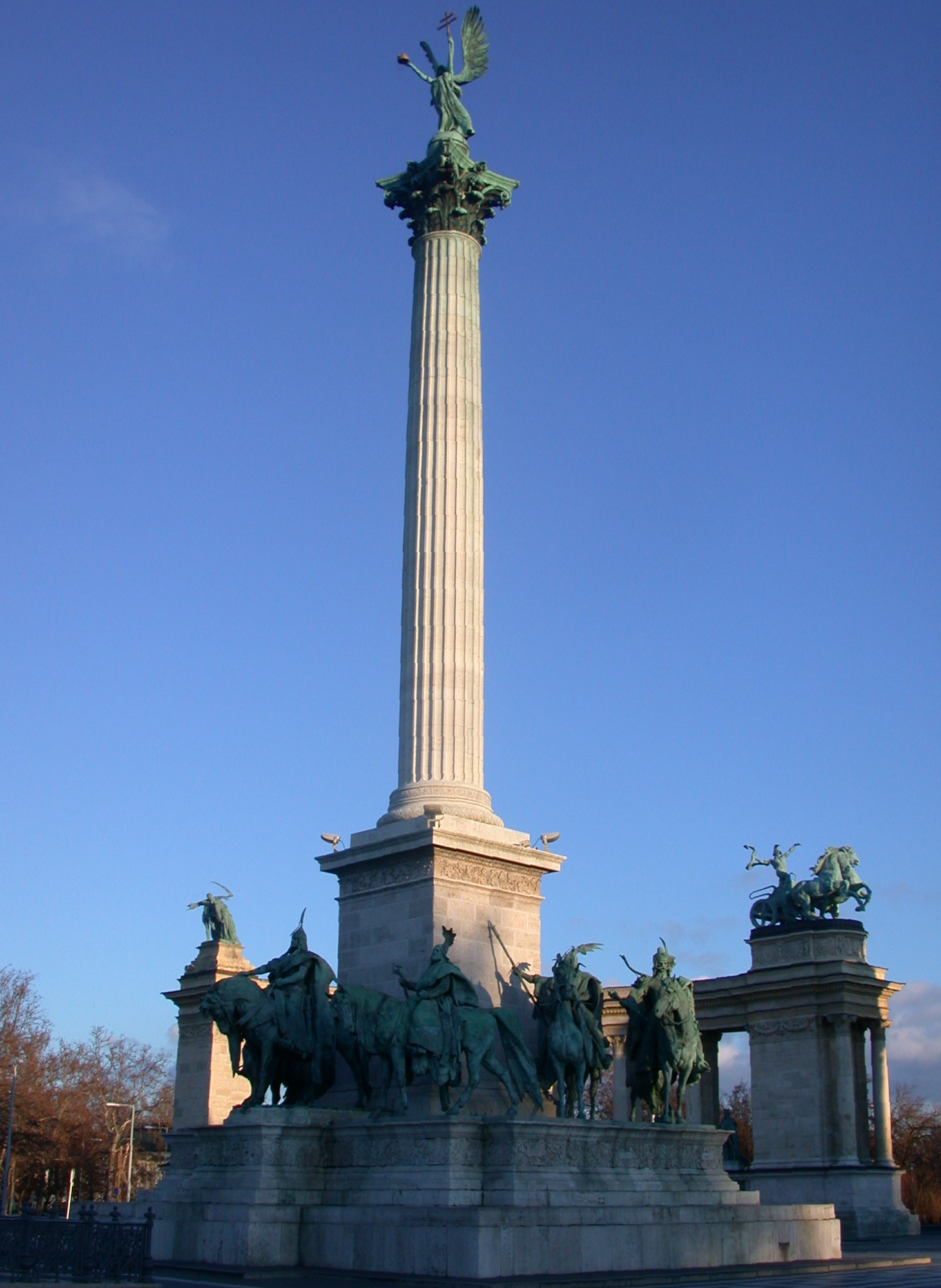
Колона з архангелом Гавриїлом на щиті

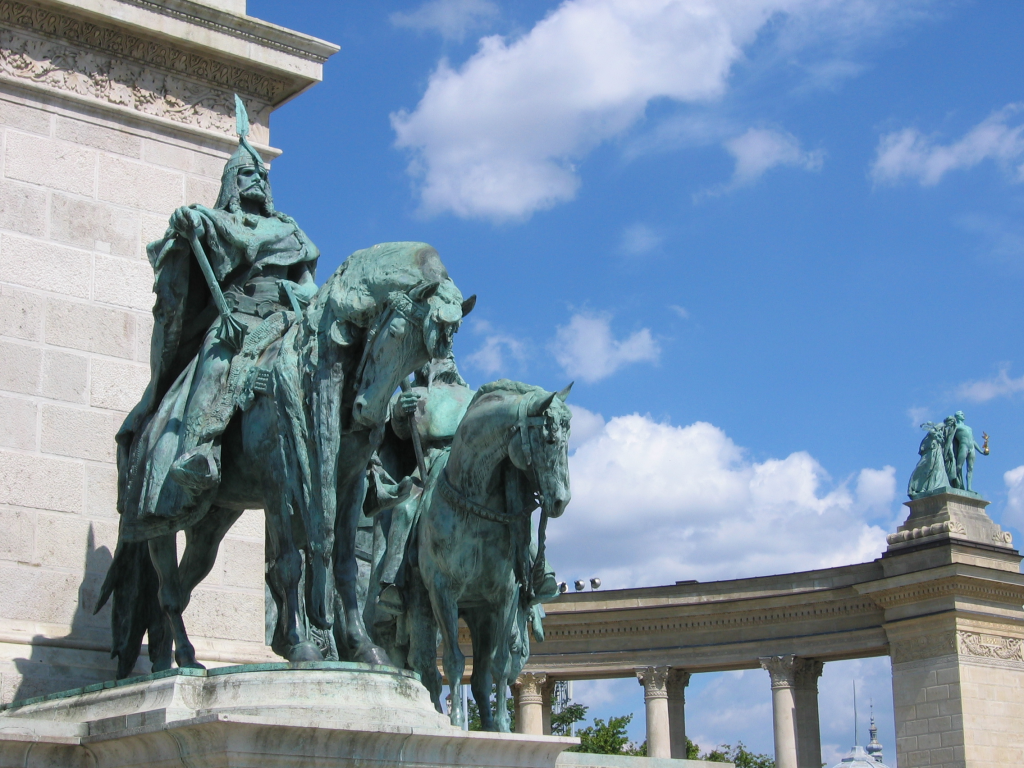
Пам'ятник князеві Арпаду

Площа Героїв або Ге́шек те́ре (угор. Hősök tere) — одна з найбільших площ Будапешта, пов'язана з багатьма історичними та політичними контекстами. Вона розташована в VI районі, на кінці проспекту Андраші біля Міського парку (Варошліґет). Відома також під назвами Площа Тисячоліття або Площа Міленіум. Біля площі розташована однойменна станція метро (лінія M1).
Навколо площі розташовані Музей образотворчих мистецтв та Виставкова зала, чия архітектура належить до еклектично-класичного стилю. Архітектором обох споруд був Альберт Шикеданц.
Роботи з упорядкування площі закінчилися в 1929, після чого на ній з'явився пам'ятник, присвячений полеглим у Першій світовій війні (Hősök emlékkövét), від чого й пішла офіційна назва площі.

## Історія
Протягом своєї історії площа була місцем багатьох політичних демонстрацій. Під час існування Угорської Радянської Республіки тут було знищено пам'ятник Францу Йосифові I (згодом 1926 року його було відбудовано в дещо іншому вигляді). Після Другої світової війни на площі стояв пам'ятник Сталіну, який угорці знищили під час революції 1956 року. Згодом тут було встановлено пам'ятник Леніну, який після падіння комуністичного режиму було перенесено до спеціального парку. 1989 року тут зібралося 250 тис. осіб під час символічного поховання Імре Надя та невідомих повстанців 1956 року.

## Пам'ятник Тисячоліттю
Найважливішим об'єктом на площі є Пам'ятник Тисячоліттю (Millenniumi emlékmű), будівництво якого було розпочато 1896 року у зв'язку з гучним святкуванням 1000-ліття угорської держави. Автором проекту був Альберт Шикеданц, а виконавцем — різьбяр Дьордь Зала. В центрі стоїть 36-метрова колона архангела Гавриїла, який, згідно з легендою, явився першому королеві Стефанові й наказав йому прийняти корону (що було неможливим без прийняття християнства). Статую було відзначено на всесвітній виставці 1900 року в Парижі. Цоколь колони оточують постаті вершників — князя Арпада й шести його воєначальників, які на межі 8-го і 9-го століть привели угорців на територію теперішньої Угорщини.
Навколо колони з архангелом Гавриїлом півколом простяглася колонада, поділена на дві частини. Тут є фігури важливих угорських історичних осіб:
- зліва

- Стефан I Святий
- Владислав I Святий
- Коломан I
- Андрій II
- Бела IV
- Карл І Роберт
- Людвік I Великий

- справа

- Янош Гуньяді
- Матвій Корвін
- Бочкай Іштван
- Габор Бетлен
- Імре Текелі
- Ференц II Ракоці
- Лайош Кошут

Розмах країв колонади становить 85 метрів — зверху вони прикрашені статуями Праці та Добробуту, а також Знань і Слави, бога Війни та богині Миру.
Початково останні п'ять місць у лівій колонаді займали угорські монархи з династії Габсбурґів — Фердинанд I, Леопольд I, Карл VI, Марія Терезія, Франц Йосиф I. Ці статуї було пошкоджено під час Другої світової війни й після 1945 року замінено тими, що є тепер.

## Галерея

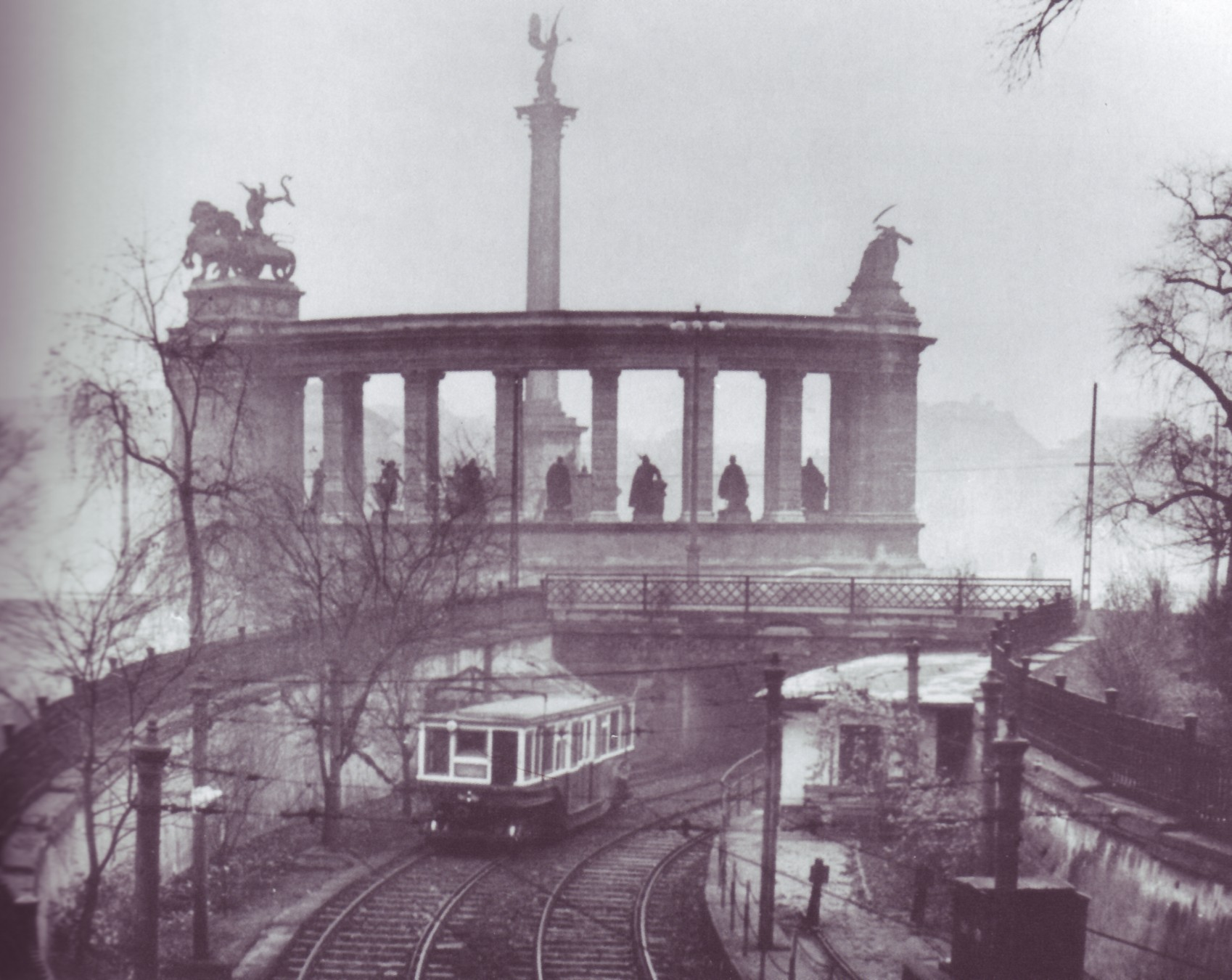
Потяг метро проїжджає повз площу Героїв
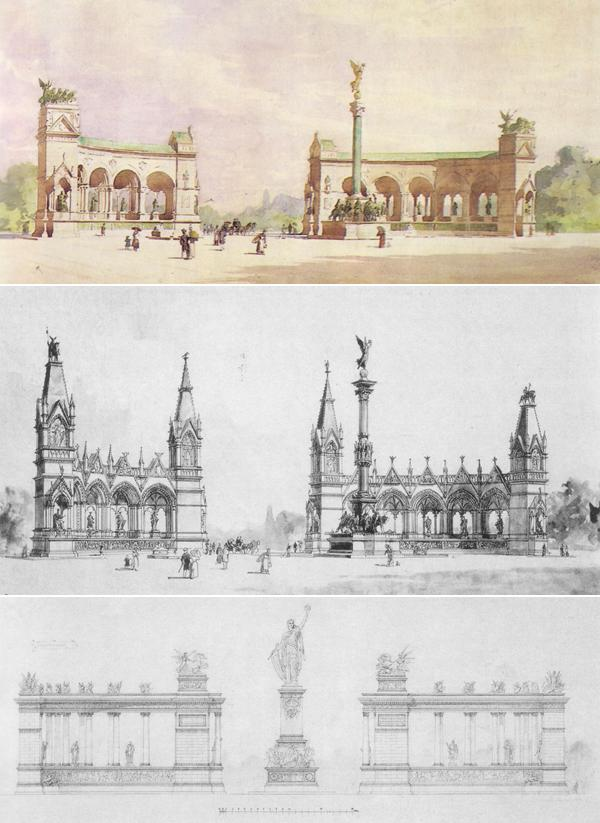
Проекти різних версій Пам'ятника Тисячоліття